# Cytherea (diptère)
Genre
Synonymes
- Astropha Rafinesque, 1815
- Cyterea Bigot, 1857
- Glossista Rondani, 1856
- Mulio Latreille, 1797

Cytherea est un genre d'insectes diptères brachycères asilomorphes de la famille des Bombyliidae et de la sous-famille des Cythereinae.

## Espèces
- Cytherea adumbrata Paramonov, 1930
- Cytherea angusta Paramonov, 1930
- Cytherea araxana Paramonov, 1930
- Cytherea arenicola Paramonov, 1930
- Cytherea aurea Fabricius, 1794
- Cytherea barbara Sack, 1906
- Cytherea bucharensis Paramonov, 1930
- Cytherea cinerea Fabricius, 1805
- Cytherea deserticola Paramonov, 1930
- Cytherea dichroma Paramonov, 1930
- Cytherea discipes Becker, 1915
- Cytherea disparoides Paramonov, 1930
- Cytherea dubia Macquart, 1846
- Cytherea elegans Paramonov, 1930
- Cytherea esfandarii Lindner, 1979
- Cytherea esfandiarii Lindner, 1975
- Cytherea fasciata Fabricius, 1805
- Cytherea fusciventris Zaitzev, 1966
- Cytherea innitidifrons Abbassian-Lintzen, 1968
- Cytherea iranica Abbassian-Lintzen, 1968
- Cytherea lateralis Rondani, 1868
- Cytherea latifrons Paramonov, 1930
- Cytherea lyncharribalzagai Evenhuis, 1978
- Cytherea marginalis Rondani, 1868
- Cytherea mervensis Paramonov, 1927
- Cytherea obscura Fabricius, 1794
- Cytherea pallidifrons Evenhuis, 1978
- Cytherea pallidipennis Abbassian-Lintzen, 1968
- Cytherea pamirensis Paramonov, 1930
- Cytherea Paramonov Evenhuis, 1999
- Cytherea rungsi Timon-David, 1952
- Cytherea setosa Paramonov, 1930
- Cytherea turanica Paramonov, 1930
- Cytherea turkestanica Paramonov, 1930
- Cytherea turkmenica Paramonov, 1930
- Cytherea wadensis Efflatoun, 1945